# Svinje brez biserov
Svinje brez biserov (COBISS) je zbirka kratke proze Sebastijana Preglja, izšla je leta 2002 pri  založbi Goga.
Zbirko sestavlja devet zgodb, ki prikazujejo prazna življenja stanovalcev nekega bloka in njihove medsosedske odnose. Ti odnosi so zahrbtni, nevoščljivi in nemalokdaj nasilni. Moški so tisti, ki nosijo hlače v družini, ženske so gospodinje.
Gre za junake, ki izhajajo iz sloja tranzicijskih odrinjencev, v katerih ždi nezadovoljstvo, pesimizem, urbane navade in konformistično razmišljanje. Resnica in tragika njihovega bivanja sta izoliranost, brezvoljnost, vegetiranje, otopela sprijaznjenost z vsakršno nepotešenostjo, stiske in blodnje asocialnosti, turobna duhovna stanja na poti v delikventnost. (povzeto po spremni besedi - Igor Bratož)

## Vsebina
Zgodbe so si na nek način podobne, vse se dogajajo v stanovanjih, na stopnišču, na dvorišču in v okolici bloka. Stanovalci konstantno spremljajo dogajanje v njihovi neposredni bližini. Gledajo skozi priprta vrata, prisluškujejo sosedom, oprezajo skozi okno in si ob različnih dogodkih ustvarijo svojo resnico. Zelo so zaskrbljeni in občutljivi za življenja sosedov, pri čemer so fokusirani predvsem na negativna dejanja.
- Pianino je prva zgodba v zbirki. Majda je naveličana poslušati konstantno klempanje sosedove hčerke po pianinu. Sosedo prosi za mir v večernih urah, kljub njeni prošnji in opozorilu se stanje ne izboljša. Majda, odločena, da bo temu naredila konec, prime zadevo v svoje roke in sosedovim obesi mrtvo mačko na kljuko v opomin, da hočejo imeti stanovalci v bloku mir. Sporočilo ni zaleglo in sosedova deklica je še naprej, ob vsaki uri, neusmiljeno igrala Pianino.
- Sosedov sin je zgodba o Alešu, ki je zaradi denarne stiske pričel krasti in prodajati ukradene naprave. V ta nečisti posel ga je upeljal znanec Šnops. Aleš je imel težavno otroštvo, niso ga pustili odrasti in tako ga je babica, še ko je bil v petem razredu, hodila čakati pred šolo, da ga pospremi domov in mu nese torbo. Vrstniki so se norčevali iz njega in ko se je naveličal poniževanja, je pričel babici bežati, odšel je domov pred zaključkom ure in se ji tako izognil. Zaznamovala ga je tudi zloraba s strani starejše sosede Cajnarice. Kot otroka ga je večkrat zasačila v kleti pri igri in ga prisilila, da se je dotika. Ob koncu zgodbe jo okrade, pretepe, naslednji dan pa pristane v zaporu.
- Vampir iz Šiške je zgodba katere konec je popestren s fantastiko. Božena, ki rada popije kak kozarček, sosedam pripoveduje o vampirju, ki jo želi ugrizniti. Božena moškega, za katerega se izkaže, da je vampir, spozna v lokalu, ob pijači. Z njim odide in med erotičnim prizorom jo ugrizne. Božena se ogorčena, nad njegovo surovostjo, obleče in zbeži. Po bizarnih sanjah ugotovi, da je moški vampir. V cerki se ji prikaže svetnica inn ji pove, kako naj ubije vampirja. Na koncu zgodbe ga prebode skozi srce, vampir pa se spremeni v dečka in steče stran.
- Ptičar je precej kruta zgodba v kateri Stane, ki je »občinski človek«, s strupeno hrano mori golobe v parku in mrtve prinese domov za večerjo. Žena Cilka se sosedom hvali o moževi odlični službi na občini, možu pa je služba prav tako imenitna. Zakoncema se zdi, da imata srečo, saj so golobi, ki jih uživata prava delikatesa.
- Potres pa je zgodba v kateri upokojeni strojevodja Ludvik, v bifeju, pripoveduje zgodbo o nesreči z vlakom, Lojeztu. Gre za zgodbo o železniški nesreči, zaradi katere se je blok zatresel, stanovalci pa so, misleč, da je potres, zbežali ven pred blok in tam imeli zabavo s harmoniko.
- Urar je surova zgodba o Urbanu in njegovem prijatelju Verdineku. Urban je bil urar in Verdinek mu je raznašal popravljene ure nazaj k strankam. Delo mu je prav prišlo, saj je službo izgubil, žene pa tudi ni več mogel prenašati, tako da se je odselil kar k Urbanu. Moška sta rada pogledala globoko v kozarec in nekega dne je imel Verdinek, med transportom ure, prometno nesrečo, pri čemer je uro uničil. Urban je bil jezen nanj a je jezo najprej kontroliral, ko sta se močno napila pa je prišlo do pretepa. Urban je osemkrat brutalno zabodel Verdineka.
- Kursk je zgodba o Lojzu, upokojenemu mornajru, ki je obstal v preteklosti. V bifeju je slišal za nesrečo s podmornico in od obremenjevanja z dogodkom se mu nekega večera, po poročilih, spremeni stanovanje v rusko podmornico Kursk, kjer obtiči s posadko - s sosedi in z moškimi iz bifeja.
- V soboto dopoldne je kruta zgodba zakoncev Jaušnik. Ljubosumen mož je večkrat pretepal ženo, nekega dne, je reva, utrujena od takšnega življenja, zbolela in umrla. Na pogrebu se mu prikaže starka, ki ga obtožujoče gleda in vseskozi zgodbo zasleduje. Starka ga preganja in mu naroči, da si mora vsak dan narediti rano, da bi se odkupil za grozljivo ravnanje z ženo. Zgodba se zaključi z njegovo smrtjo, ki so jo šele po nekaj dneh zavohali sosedje.
- Bolezen je zadnja zgodba iz zbirke. Ludvik zboli za rakom na želodcu, njegova žena pa se obremenjuje s tem, kaj naj prinese zdravniku in kako bo izgledala na dan pogreba.

"Sebastijan Pregelj v Svinjah brez biserov z zavidljivo spretnostjo, bravurozno ekonomično pisavo razgrinja izvire vsakršne posameznikove problematičnosti in s tem utirjenja v zakleti ris obrobnosti, zgodbe o svetu obstrancev, o stotnijah tistih, ki jim je spodletelo, vse to pa počne na način, ki bi ga angleščina definirala kot understatement, potemtakem s prefinjeno zadržanostjo, suvereno zmernostjo, ki se sprevrača v ironično distanciranost.« (iz spremne besede: Igor Bratož)